# Beijing Luling
Beijing Luling — SUV, выпускавшийся с 2005 по 2008 год китайской компанией Beijing Automobile Works. Вытеснен с конвейера моделью BAW Yusheng.

## Описание
Впервые Beijing Luling был представлен в июле 2005 года. Предполагаемая дата окончания производства — 2008 год.
Кодовые обозначения — BJ2031 и BJ6520. Прародителем стал пикап Beijing Luling Pickup (BJ1021).
Вместимость варьировалась от 5 до 7 мест. Колёсная база составляла 3025 мм, длина — от 4830 до 5210 мм, ширина — 1692, 1730 или 1810 мм, высота — 1830, 1895, 1930 и 1945 мм, а снаряжённая масса — 1580, 1655, 1710 или 1720 кг.
Автомобиль оснащался четырёхцилиндровыми двигателями объёмом 1997, 2237, 2660 или 2771 см3, мощностью 65, 76 или 85 кВт.